# 3 Armia Pancerna (ZSRR)
3 Armia Pancerna (ros. 3-я танковая армия) – związek operacyjny Armii Czerwonej z okresu II wojny światowej.

## Formowanie
3 APanc stworzona została rozkazem ludowego komisarza obrony marszałka K. J. Woroszyłowa 25 maja 1942 r. - pod dowództwem - gen. por. P. L. Romanienki w składzie:
- 12 Kpanc,
- 15 Kpanc
- inne oddziały

## Przeformowanie
3 APanc została częściowo rozbita pod Kozielskiem w trakcie letniej ofensywy sowieckiej 
Frontu Zachodniego i Frontu Kalinińskiego na występie rżewskim,
Przeformowano w końcu kwietnia 1943 r. 3 APanc (resztki uzupełnione po klęskach w rejonie Kozielska) w 57 A, w maju 1943 r. rozpoczęto formowanie nowej 
3 GAPanc pod dowództwem gen. por. wojsk pancernych P. S. Rybałki w składzie 
- 12 KPanc,
- 15 KPanc
  - i inne oddziały.

Przy Armii działała też jedna samodzielna karna kompania.

## Operacje
- Operacja ostrożsko-rossoszańska (I 1943 r.);
- Operacja woronesko-kastorneńska (I 1943 r.),
- Charkowska operacja zaczepna (II 1943 r.);
- Charkowska operacja obronna (III 1943 r.);
- Operacja orłowska (VIII 1943 r.);
- Kijowska operacja zaczepna (XI 1943 r.);
- Kijowska operacja obronna (XI-XII 1943 r.);
- Operacja żytomiersko-berdyczowska (XII 1943 r.- I 1944 r.);
- Operacja proskurowsko-czerniowiecka (III-IV 1944 r.);
- Operacja lwowsko-sandomierska (VII-VIII 1944 r.);
- Operacja wiślańsko-odrzańska (I-II 1945 r.);
- Operacja dolnośląska (II 1945 r.);
- Operacja berlińska (IV-V 1945 r.);
- Operacja praska (V 1945 r.).